# Cmentarz żydowski w Elblągu
Cmentarz żydowski w Elblągu – cmentarz żydowski w Elblągu zlikwidowany po 1945.

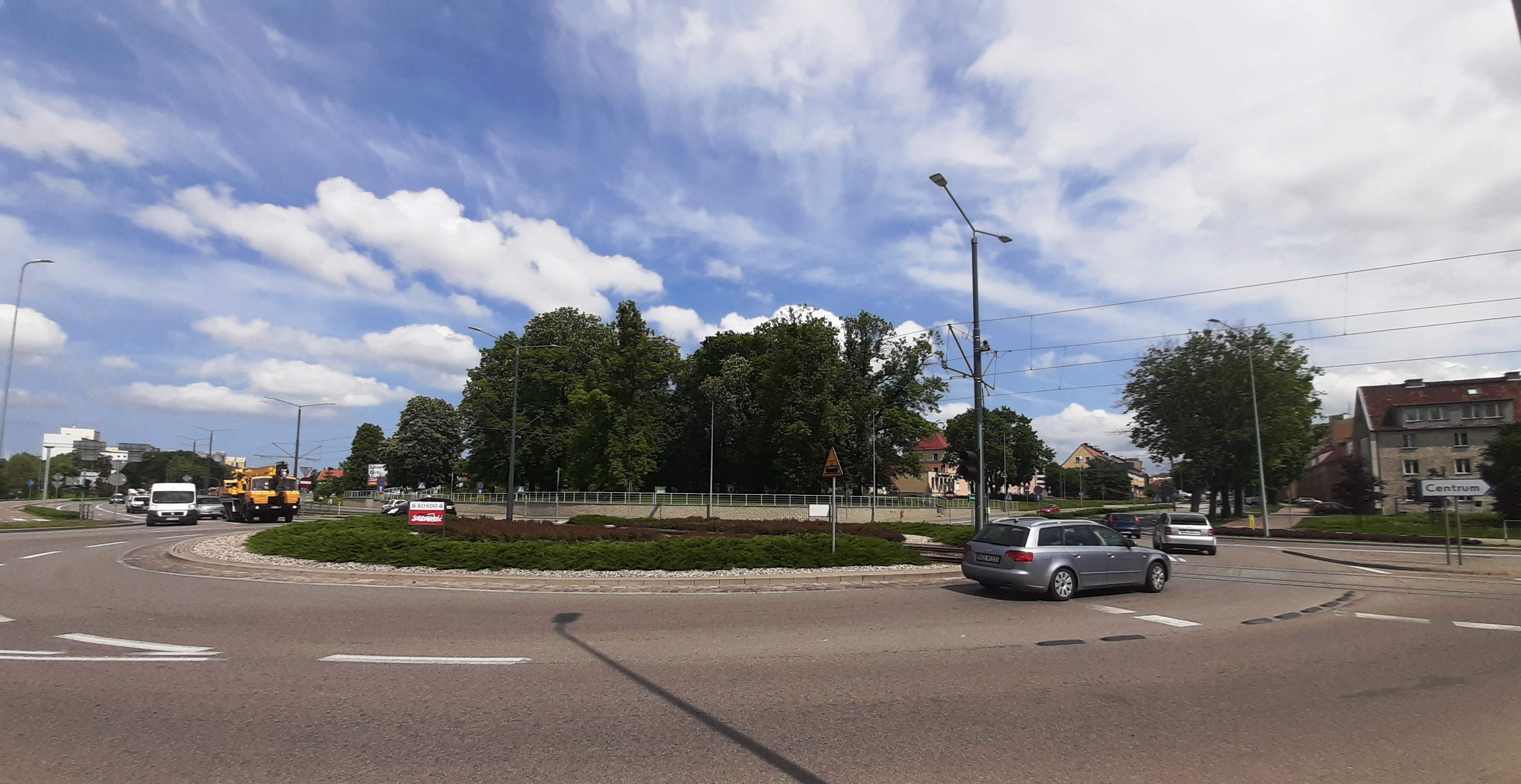
Po drugiej stronie ronda w parku znajdował się cmentarz żydowski

Nekropolia została założona w 1812 u zbiegu obecnych ulic Brzeskiej i Browarnej. W czasach III Rzeszy cmentarz został częściowo zdewastowany. Został całkowicie zlikwidowany przez władze PRL. Obecnie na jego terenie znajduje się niewielki park, w którym znajduje się głaz z tablicą ku czci elbląskich Żydów.